# Convenzioni ex art. 26
La convenzione ex art. 26 è una tipologia di contratto quadro utilizzata in Italia negli appalti pubblici.
Il nome deriva dall'art. 26 della legge 488/1999, che affida a Consip, per conto del Ministero dell'economia e delle finanze, il ruolo di stipulare tali contratti. Successivamente, le direttive comunitarie 2004/17/CE e 2004/18/CE, introducendo l'accordo quadro, hanno ricondotto in tale tipologia contrattuale anche le convenzioni ex art. 26.

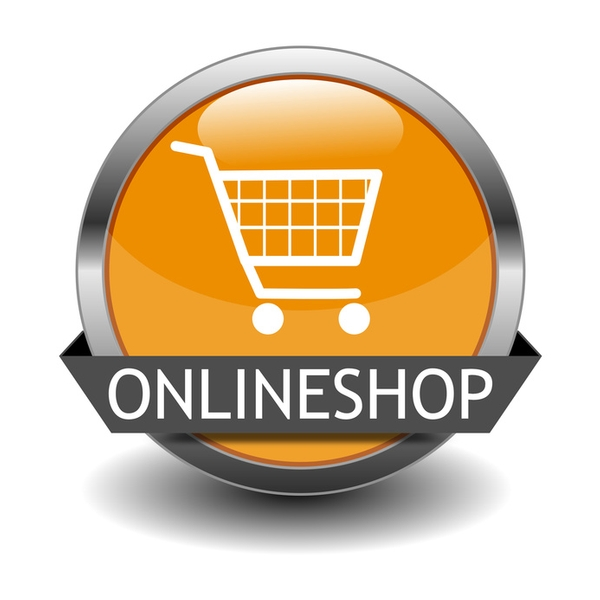
Il 'punto ordinante' della pubblica amministrazione sul MEPA riempie un carrello della spesa dei beni e servizi già aggiudicati dalla centrale acquisti con questo peculiare contratto quadro e poi emette al fornitore un ordinativo firmato digitalmente.

In Italia, le due direttive sono state recepite nel Codice dei contratti pubblici. La possibilità di stipulare tale tipologia di contratto è stata estesa alle centrali regionali di committenza con la legge 296/2006, art. 1, c. 456.

## Le caratteristiche
Nel settore degli appalti pubblici per convenzione ex art. 26 si intende, quindi, un contratto-quadro con cui Consip o le centrali di committenza regionali individuano - a seguito di procedura di gara - un fornitore che si impegna ad accettare ordini dalle amministrazioni di riferimento fino al raggiungimento del massimale contrattuale. Il modello di funzionamento si basa su di un rapporto trilaterale, reso disponibile dalla centrale di committenza e che si perfeziona direttamente tra fornitore e amministrazione richiedente.
Le convenzioni ex art. 26 sono idonee per approvvigionamenti standardizzabili e, attraverso l'aggregazione della domanda, consentono di ottenere rilevanti economie di scala sia in termini di processo sia di risparmio sugli acquisti.
Nel 2000, Consip stipula la prima convenzione per l'acquisto di "servizi di telefonia".
| Vantaggi per le amministrazioni | Vantaggi per i fornitori |
| --- | --- |
| - semplificazione del processo con riduzione dei tempi e oneri di approvvigionamento - riduzione dei prezzi unitari di acquisto - aumento trasparenza e concorrenza - abbattimento costi gestione contenziosi | - accesso facilitato al mercato pubblico - possibilità di diventare fornitore per più amministrazioni con un'unica gara - garanzia di un processo negoziale improntato alla massima trasparenza |